# Otoglossum brachypterum
Otoglossum brachypterum là một loài thực vật có hoa trong họ Lan. Loài này được (Rchb.f.) Garay & Dunst. mô tả khoa học đầu tiên năm 1976.